# Alfredo Noseda
Alfredo Noseda (* 22. April 1869 in Vacallo; † 4. Februar 1955 in Lugano) war ein Schweizer Pfarrer, Feldprediger, Delegierter des Bundesrats für Kriegsgefangene und Generalvikar des Bistums Lugano.

## Biografie
Alfredo Noseda war ein Sohn des Giovanni und dessen Ehefrau Agnese geborene Bellotti. Nach der Matura am Lyzeum Gallio in Como und an der Klosterschule in Einsiedeln studierte er Theologie am Priesterseminar in Lugano. Er wurde 1891 zum Priester geweiht, war Spiritual in Mergoscia ab 1892 und Pfarrer in Morbio Inferiore ab 1895. Er engagierte sich im politischen und sozialen Bereich, wurde Militärseelsorger im Tessiner Regiment 30 von 1903 bis 1913, Mitarbeiter der bischöflichen Kurie in Lugano und 1916 Delegierter des Bundesrates für die Kriegsgefangenen in Österreich und Italien.
Er wurde im Jahr 1920 zum Apostolischen Protonotar ernannt; er war Generalvikar von Bischof Aurelio Bacciarini von 1919 bis 1934, Offizial von 1924 bis 1935 und, ohne apostolischen Charakter, apostolischer Administrator sede plena des Kanton Tessins von 1935 bis 1936. Er war gegen die Kriseninitiative von 1935. Ab 1936 war er wieder Pfarrer in Morbio Inferiore, wo er sich für die Errichtung der Wallfahrtskirche Santa Maria dei Miracoli einsetzte.

## Schriften
- Et in terra Pax! Novelle di Natale. (mit Portrait), La buona stampa, Lugano 1955.